# Paul Hertzog
Paul Hertzog (...) è un compositore statunitense.
Tra la fine degli anni '80 e l'inizio degli anni '90 ha composto le colonne sonore di due film di Jean-Claude Van Damme: Senza esclusione di colpi e Kickboxer - Il nuovo guerriero. Così come le colonne sonore di E' antipatico ma lo sposo (My Chauffeur) e Uniti per vincere (Breathing Fire).

## Discografia
- Freeing the Waters (2009)
- Waking the Dragon (2015)

## Filmografia parziale
- Hollywood Zap!, regia di David Cohen (1986) composta con Art Podell e James Ackley
- E' antipatico ma lo sposo (My Chauffeur), regia di David Beaird (1986)
- Street Justice, regia di Richard C. Sarafian (1987) composta con Jamii Szmadzinski
- Senza esclusione di colpi, regia di Newt Arnold (1988)
- Dangerous Love, regia di Marty Ollstein (1988)
- Kickboxer - Il nuovo guerriero, regia di David Worth (1989)
- Uniti per vincere (Breathing Fire), regia di Lou Kennedy (1991)